# 成斜棋
填斜棋（Diagonals），是種兩人棋類。

## 棋具
- 使用國際象棋棋盤。

- 每方有三十二枚棋子，以兩色區分敵我。

## 規則
- 每方輪流下一己棋。當下子後，造成一斜線皆有棋子，該回合的玩家就以該線己棋數量作為分數，一枚一分。

- 棋盤下滿時，遊戲結束，多分者勝[1]。

## 外部連結
- 實戰棋譜 （页面存档备份，存于）